# Duosperma actinotrichum
Duosperma actinotrichum är en akantusväxtart som först beskrevs av Emilio Chiovenda, och fick sitt nu gällande namn av Vollesen. Duosperma actinotrichum ingår i släktet Duosperma och familjen akantusväxter. Inga underarter finns listade i Catalogue of Life.